# Parada de Florida
Florida es una parada de las líneas Ibaiondo - Salburua y Abetxuko - Unibertsitatea del tranvía de Vitoria, operado por Euskotren Tranbia. Fue inaugurada el 15 de febrero de 2020 junto a las paradas del ramal sur Hegoalde y Unibertsitatea. Junto a Honduras, Hegoalde, Landaberde, Ibaiondo, Kañabenta y Abetxuko, es una parada de andén central, en el que las vías se sitúan a los dos lados de la plataforma y el andén central es único.
Hasta que se puso en marcha la ampliación este (Salburua) el 1 de abril de 2023, la parada fue la cabecera para la línea Abetxuko- Unibertsitatea. Desde entonces los tranvías de Abetxuko cubren el tramo sur a Unibertsitatea, siendo los que partan de Ibaiondo los que cubren el ramal este del tranvía a Salburua.
Al ser una parada extrema en el ramal centro, como la de Honduras; esto es, al ser la primera parada del ramal centro desde el extremo sur, se permite el transbordo gratuito entre las 2 líneas que sirven a esta estación, sin ser necesaria la validación de tarjeta o la compra de billete adicional.

## Localización
Se encuentra ubicada en la Calle Florida, en la confluencia con las calles Los Herrán y Las Trianas, muy cerca del Iradier Arena.

## Líneas
| Líneas que prestan servicio en la parada de Florida |            |       |             |                |
| << Cabecera                                         | < Anterior | Línea | Siguiente > | Cabecera >>    |
| Ibaiondo                                            | Angulema   | TVG   | Santa Luzia | Salburua       |
| Abetxuko                                            | Angulema   | TVG   | Hegoalde    | Unibertsitatea |